# Policía Nacional Bolivariana
El Cuerpo de Policía Nacional Bolivariana (PNB) es la principal fuerza de seguridad civil a nivel federal o nacional de Venezuela, es una de las instituciones adscritas al Ministerio del Poder Popular para Relaciones Interiores, Justicia y Paz. Es encargada de la vigilancia, patrullaje policial y seguridad ciudadana en todo el territorio nacional, a través de sus numerosos servicios se encarga de las investigaciones penales, orden público, vigilancia y patrullaje, inmigración, policía turística, espacios acuáticos, penitenciario, aérea, inteligencia, contra la delincuencia organizada, contra drogas entre otros. Cuenta con 11 servicios importantes que le dan vida a esta institución. Comenzó a operar el 20 de diciembre de 2009. La formación académica de sus funcionarios depende exclusivamente de la Universidad Nacional Experimental de la Seguridad (UNES).
En septiembre de 2020, la Misión Internacional Independiente de las Naciones Unidas de determinación de los hechos sobre Venezuela reportó que tanto el gobierno, como los agentes estatales y los grupos que trabajaban con ellos han cometido violaciones flagrantes de los derechos humanos en ese país. La Misión investigó dieciséis casos de operaciones policiales, militares o conjuntas que finalizaron con 53 ejecuciones extrajudiciales y también indagó 2552 incidentes en los que se produjeron más de 5000 muertes por parte de las fuerzas de seguridad, el informe responsabiliza a dos fuerzas de seguridad – el CICPC y las Fuerzas de Acción Especial (FAES) de la Policía Nacional Bolivariana (PNB) – del 90% de las muertes perpetradas en el período analizado y dice que también cometieron las ejecuciones extrajudiciales documentadas.
En Venezuela de acuerdo, a la constitución de 1999, coexisten policías que dependen separada y autónomamente de los gobiernos de los estados y de los gobiernos municipales, la Policía Nacional depende del gobierno nacional y del Ministerio de Relaciones Interiores Justicia y Paz . Su comandante general es el General de Brigada (GNB) Ruben Santiago desde  julio del 2023

## Historia

### Reforma policial
La Comisión Nacional para la Reforma Policial realizó diversos estudios en 2006, con el fin de establecer una nueva policía para proteger a los venezolanos en todo el territorio de la república, ya que hasta entonces solo existían cuerpos policiales específicos (como el CICPC), El Cuerpo de Vigilancia de Transporte Terrestre (CVTT) , estadales (como el CPBEZ ) y municipales (como Polichacao), a pesar de que la constitución de 1999, establecía que también debía crearse un cuerpo a nivel nacional que conviviera con los ya existentes.

### Nueva ley
El instrumento legal fue aprobado mediante el Decreto N.º 5.895 con Rango, Valor y Fuerza de la Ley Orgánica del Servicio de Policía y del Cuerpo de Policía Nacional, dictado por el presidente de la República sobre la base de las recomendaciones de la Comisión Nacional para la Reforma Policial y en Consejo de Ministros en febrero del 2008 mediante las facultades que le otorgó la ley habilitante del 1 de febrero de 2007.
Por ser una ley orgánica fue evaluada por el Tribunal Supremo de Justicia quien declaró su constitucionalidad el 14 de marzo de 2008 publicándose su decisión en Gaceta Oficial N.º 38.891, se espera su promulgación por parte del presidente de la República el 24 de marzo de 2008.

## Detenciones arbitrarias, torturas y desapariciones

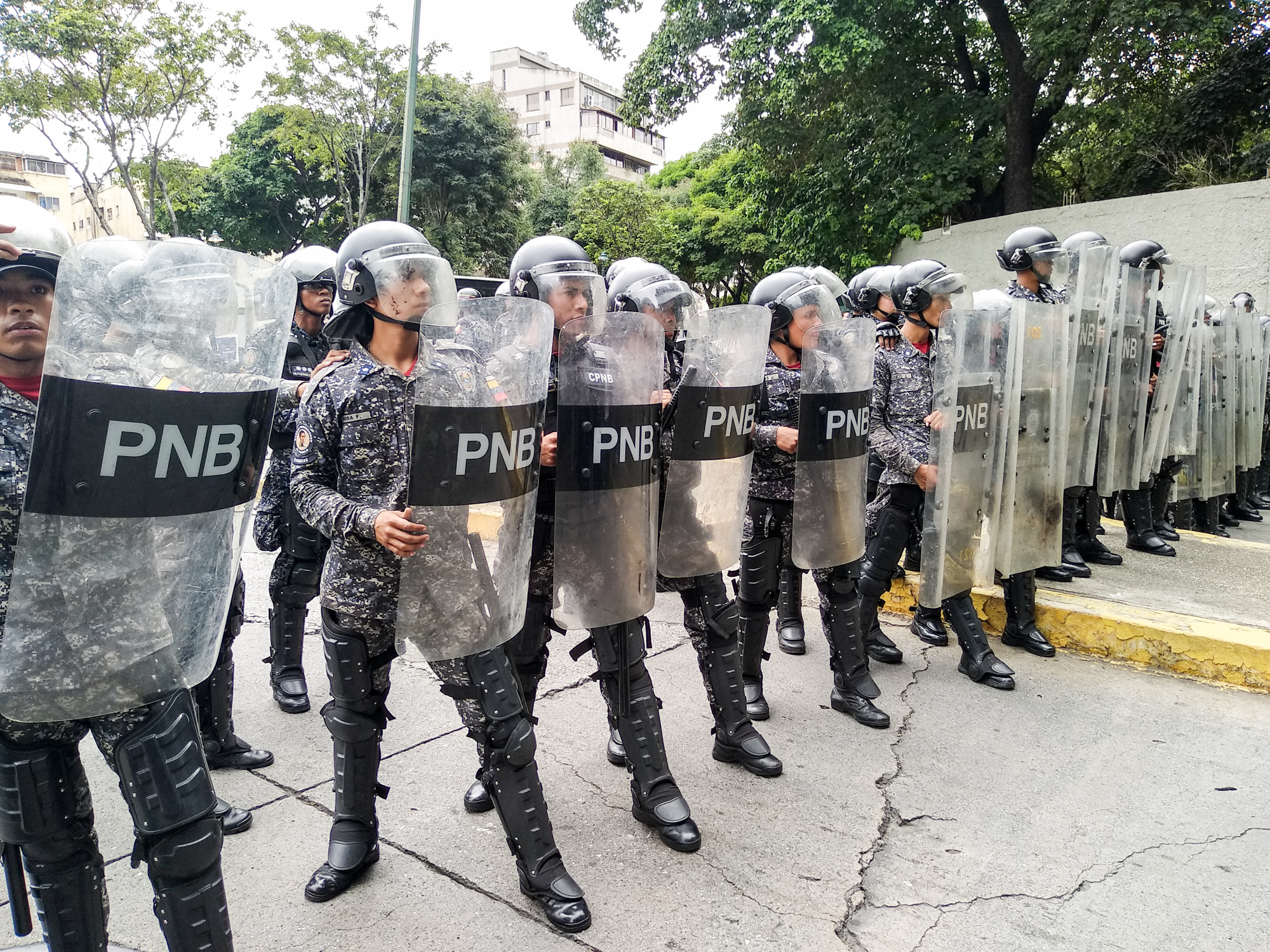
Funcionarios de la Policía Nacional Bolivariana en 2018, tras su cambio de uniforme.

Entre 2017 y 2022, Venezuela registró 2.033 víctimas de presuntas ejecuciones extrajudiciales, dejando huérfanos a al menos 1.520 niños, niñas y adolescentes, según Monitor de Víctimas. Este informe documenta cómo la Policía Nacional Bolivariana (PNB) ha sido un actor central en estos eventos, con múltiples incidentes donde las fuerzas de seguridad, particularmente las Fuerzas de Acciones Especiales (FAES), fueron responsables de numerosas muertes. Jennifer Blanco, una adolescente de 14 años, es uno de los muchos niños afectados por la letalidad policial. Su padre, Amilcar Blanco, fue presuntamente ejecutado por las FAES después de participar en protestas contra el gobierno en 2019, dejando a Jennifer y a sus cuatro hermanos huérfanos. Monitor de Víctimas, en colaboración con el Consorcio para Apoyar el Periodismo Independiente en la Región (CAPIR), llevó a cabo una investigación que visibiliza las historias de 26 huérfanos en cinco estados de Venezuela: Caracas, Lara, Táchira, Zulia y Sucre. Los datos recabados muestran que solo en Caracas, 1.328 niños y adolescentes quedaron huérfanos debido a muertes por presuntas ejecuciones extrajudiciales o resistencia a la autoridad entre 2017 y 2022. En Lara, estas causas dejaron huérfanos a 143 menores de edad entre 2020 y 2022; en Táchira, 14 entre 2021 y 2022; en Zulia, 27 solo durante 2022; y en Sucre, 17 en el mismo año. La investigación destaca las graves consecuencias psicológicas, como terrores nocturnos, y privaciones económicas, educativas y afectivas que enfrentan estos niños.
Según un informe de la ONG Lupa por la Vida, en 2022 la Policía Nacional Bolivariana (PNB) fue el organismo de seguridad que causó más muertes en Venezuela, con 196 víctimas fatales, lo que representa el 24% del total de muertes atribuidas a cuerpos de seguridad del Estado. En total, policías y militares asesinaron a 824 personas en presuntas ejecuciones extrajudiciales. De estas, solo 501 víctimas fueron identificadas, mientras que 323 permanecen sin identificar. Además de la PNB, otras 36 muertes fueron causadas por la Dirección Contra la Delincuencia Organizada (DCDO) y 2 por la extinta Fuerza de Acciones Especiales (FAES). Las policías estadales registraron 193 víctimas, el Cuerpo de Investigaciones Científicas, Penales y Criminalísticas (CICPC) 142, la Fuerza Armada Nacional Bolivariana (FANB) 126 y los policías municipales 45. Marino Alvarado, abogado y coordinador de investigaciones de Lupa por la Vida, destacó que, aunque algunas divisiones de operaciones especiales de la PNB y la FAES fueron disueltas, esto no redujo la letalidad policial, señalando un "reciclaje" de funcionarios de la FAES en otras unidades como la DCDO y la Dirección de Investigación Penal (DIP). El informe también indicó que las muertes de manifestantes por cuerpos de seguridad se redujeron significativamente en 2022, siendo este el primer año desde 2013 en que no se registraron fallecimientos durante protestas. Sin embargo, Alvarado subrayó la persistencia de la impunidad y la falta de investigaciones sobre los asesinatos cometidos por policías y militares, criticando la falta de cumplimiento del Estado venezolano con los compromisos adquiridos con la Corte Penal Internacional. Los estados con mayores incidencias de violencia policial fueron Carabobo, Zulia, Aragua, Yaracuy y Portuguesa, con municipios específicos como Sucre y Lander en Miranda, y Valencia en Carabobo siendo particularmente afectados.
La Policía Nacional Bolivariana (PNB) de Venezuela ha sido objeto de numerosas denuncias de abusos y violaciones de derechos humanos, continuando con prácticas previamente atribuidas a las disueltas Fuerzas de Acciones Especiales (FAES). Las nuevas unidades de la PNB, como la Dirección de Acciones Estratégicas y Tácticas (DAET), la Dirección de Investigación Penal (DIP) y la Dirección Contra la Delincuencia Organizada (DCDO), han sido señaladas por detenciones arbitrarias, torturas, desapariciones forzadas y ejecuciones extrajudiciales. Un caso emblemático es el de John Álvarez, un estudiante universitario que denunció haber sido torturado por agentes de la PNB tras ser detenido bajo acusaciones de conspiración. Su madre, Wenderlin Peña, informó que Álvarez sufrió descargas eléctricas y golpes, resultando en pérdida parcial de visión y lesiones en el riñón y la pierna. Las acusaciones de tortura y brutalidad policial se enmarcan en un contexto de represión selectiva por parte del gobierno de Nicolás Maduro, según informes de la ONU, que documentaron múltiples casos de violaciones de derechos humanos entre 2020 y 2023. A pesar de la disolución de las FAES y la reasignación de sus miembros a otras unidades, activistas como Marino Alvarado de la ONG PROVEA sostienen que las prácticas abusivas persisten. La situación ha generado una respuesta internacional, con la ONU exigiendo reformas y la Corte Penal Internacional investigando posibles crímenes de lesa humanidad. El gobierno venezolano, por su parte, defiende la actuación de sus fuerzas de seguridad y afirma que ha sancionado a más de 500 funcionarios por violaciones de derechos humanos desde 2017.
El 25 de mayo de 2024, Eliécer Enrique Fuentes Mendoza, un adolescente de 17 años, fue asesinado por un disparo en la cabeza en el sector Santa Ana de Carapita, Caracas. Según testigos y familiares, los responsables serían funcionarios de la Policía Nacional Bolivariana (PNB). Eliécer estaba acompañado de vecinos y amigos, muchos de ellos motorizados, realizando piruetas en la calle cuando fueron sorprendidos por una comisión de la División Contra Bandas de la PNB, adscrita a El Junquito. Al intentar escapar para evitar ser detenidos, los agentes les dispararon, tratándolos como delincuentes. Un testigo relató que varios corrieron y otros se lanzaron al suelo, pero uno de los disparos impactó en la cabeza de Eliécer. Tras el suceso, la comunidad intentó detener la agresión, enfrentándose a los policías y exigiendo justicia. El joven fue trasladado al hospital Miguel Pérez Carreño, donde llegó sin vida. La comunidad logró retener a los oficiales Leudis Freites y Emerson Delgado, quienes fueron detenidos por el Cuerpo de Investigaciones Científicas, Penales y Criminalísticas (CICPC) para ser investigados. Los vecinos lamentaron el incidente, mencionando que frecuentemente se reunían en la calle para realizar motopiruetas y celebrar sin que antes hubiera ocurrido algún hecho trágico. La motopirueta es una práctica popular en Caracas, donde los jóvenes realizan maniobras audaces en motocicletas.
El 2 de febrero de 2024, cuatro miembros de la brigada motorizada de la Policía Nacional Bolivariana (PNB) en el estado Trujillo fueron detenidos bajo cargos de homicidio tras la presunta simulación de un enfrentamiento que resultó en la muerte de dos jóvenes. Las víctimas, Marlon Montilla, de 22 años, y Yonaiker Ramírez, de 21 años, fueron asesinadas el 24 de enero en Valera. El Cuerpo de Investigaciones Científicas, Penales y Criminalísticas (CICPC) reveló irregularidades en el caso, indicando que los funcionarios policiales simularon un enfrentamiento.Según testigos, los jóvenes fueron interceptados por una comisión de la PNB en la cancha de Bella Vista y llevados supuestamente al comando de la ciudad. Posteriormente, aparecieron sin vida dentro de un vehículo en una vía pública cercana. La versión oficial de los agentes implicados fue que se trató de un enfrentamiento, lo que fue desmentido por las investigaciones del CICPC. Dos funcionarios adicionales están prófugos de la justicia. Este caso recuerda un incidente anterior en octubre de 2023 en Charallave, estado Miranda, donde dos policías municipales fueron detenidos por simular un enfrentamiento tras asesinar a Héctor Luis Huerta, de 27 años, durante su arresto por robo de un teléfono móvil. La ley venezolana, según el artículo 239 del Código Penal, castiga la simulación de hechos punibles con penas de prisión, agravadas en casos de homicidio, lo que podría conllevar hasta 25 años de cárcel.